# ブッチャーブラザーズ
ブッチャーブラザーズは、サンミュージック企画に所属する日本のお笑いコンビ。1981年にコンビ結成。

## メンバー
ぶっちゃあ（本名：山部 薫〈やまべ かおる〉1954年11月25日（70歳） - ）
ボケ担当、立ち位置は向かって右。
- 京都府福知山市出身、血液型A型。身長163cm、体重70kg。
- 趣味は宴会を仕切ること、卓球、競馬、草野球、サッカー。
- 特技は料理、殺陣、関西弁。

リッキー（本名：岡 博之〈おか ひろゆき〉1958年9月8日（66歳） - ）
ツッコミ担当、立ち位置は向かって左。
- 京都府出身、血液型B型。身長172cm、体重67kg。
- 趣味：競馬、草野球、街歩き、ゴルフ、駅弁の包装紙収集
- 特技：料理、乗馬、関西弁
- サンミュージックプロダクション社長、ソーレアリア代表取締役。

## 実績
後述の通りサンミュージックでは（一時籍を置いた人力舎においても）古株のタレントであるが、テレビでメインを張ることは今に至るまでほとんどない。「お笑いスター誕生!!」で共に争っていた石橋貴明（とんねるず）からは当時のネタを「全然つまらなかったです」とまで切り捨てられている。しかし若手タレントの面倒見が良いことで業界には知られており、リッキーに至ってはマネジメント能力を買われてサンミュージックプロダクション（所属事務所が属するグループの中核企業）の役員を務め、2021年に副社長、2023年に社長に就任した。

## 来歴
1978年 - 東映京都撮影所付属俳優養成所で出会う。その後は太秦での斬られ役として大部屋俳優の道に。
1979年 - 映画『赤穂城断絶』の撮影のため京都撮影所を訪れた森田健作と出会い、上京し森田の付け人になる。
1981年 - ブッチャーブラザーズ結成。『笑ってる場合ですよ!』の「お笑い君こそスターだ」で12代目チャンピオンに輝き、サンミュージック企画初のお笑いタレントとして所属。
1982年 - 『ザ・テレビ演芸』で第4回グランドチャンピオンに輝く。当時はリッキーが病気で倒れ、コンビ活動を休止していた時期もあった。
1984年 - サンミュージック企画がお笑いから一旦撤退した為、プロダクション人力舎へ移籍。『お笑いスター誕生!!』や『姫TV』などに出演。同時期に設立されたスクールJCA、東京アナウンス学院の講師、関東若手芸人が集まる初の定期興行ライブ『バーボン寄席』（後の『アーバン寄席』『ビタミン寄席』）を開始。その後、プロダクション人力舎を辞め個人事務所を設立する。
1997年11月 - サンミュージック企画のお笑い部門再設立に伴い、再所属。同社の養成所「TOKYO☆笑BIZ」の常任講師兼プロデューサーも務める。
2001年6月 - ぶっちゃあがサンミュージック企画内で「笑主義!?」という劇団を結成。旗揚げ公演は『メラメラ★メランコリー』（2001年6月26日、なかの芸術小劇場）で、演出をジャニーズ事務所出身の鈴木則行（少年隊の初期メンバー）に依頼した。『爆笑オンエアバトル』には初期に一度だけ挑戦するも、結果は130KB／545KBでオフエアだった。
2007年5月 - テレビ朝日『アメトーーク!』の「第三回持ち込み企画プレゼン大会」にてカンニング竹山がプレゼンした企画「ブッチャーブラザーズの子供たち」が採用され、同年7月26日の同番組で放送された。出演メンバーは竹山の他に、伊集院光・土田晃之・アンタッチャブル・ダンディ坂野・アンジャッシュ。尚それ以外にスタジオには赴いてないが、親交の深い竹中直人・爆笑問題・ヒロミ・ダンカン・浅草キッド・ドランクドラゴン・ホンジャマカ・ダチョウ倶楽部など名だたる著名人から花が届けられていた。なお竹山の主導でこの企画に出演した芸人たちに雨上がり決死隊も加わってカンパを行い、30万円を集めてブッチャーブラザーズの15cm×20cmサイズの銅像を製作した。現在その銅像は東京都中野区のなかの芸能小劇場の受付に置かれている。
現在リッキーはサンミュージックプロダクションの取締役を務めており、タレント全般の育成に「裏方」として携わっている他、芸能事務所「ソーレアリア」の代表も務めている。2021年4月1日付で森田健作の後任としてサンミュージックプロダクションの副社長に就任。2023年11月に相澤正久の後任として社長に就任した。

## 出演番組
- お笑いスター誕生!!
- ザ・テレビ演芸
- 笑ってる場合ですよ!
- オールナイトフジ（フジテレビ、1985年）- ゲスト出演
- 姫TV
- 機動刑事ジバン 第29話（1989年、テレビ朝日）ダブルノイド人間態 役
- GameWave
- 爆笑オンエアバトル 戦績0勝1敗 最高130KB
- タイムリミット（2003年、TBSテレビ）刑事役
- 浜ちゃんと!『NHK（ニューほっしゃん。企画）すべり芸自慢』
  - この企画で久々に芸を披露し、お笑いスター誕生以来の浜田雅功（ダウンタウン）との再会を果たした。
- 熱血BO-SO TV（2010年 - 2020年、チバテレ）
- 伊集院光のばんぐみ ぶっちゃあのみ
- 日曜ゴールデンで何やってんだテレビ（2013年、TBSテレビ）
- 相席食堂（2022年、ABCテレビ）※リットン調査団と共にVTR内での出演[5]
- 大竹まこと ゴールデンラジオ!（2024年2月8日、TBSラジオ）
- ぴったりにちようチャップリン（2024年3月17日、テレビ東京）
- ぶっちゃけ！ブラザーズ（2024年10月11日 - 、tbcラジオ）